# Catephia sciachroa
Catephia sciachroa är en fjärilsart som beskrevs av George Francis Hampson 1926. Catephia sciachroa ingår i släktet Catephia och familjen nattflyn. Inga underarter finns listade i Catalogue of Life.